# Artur Barseghian
Artur Barseghian (orm. Արթուր Բարսեղյան; ur. 29 marca 2002 w Erywaniu) – ormiański pływak, olimpijczyk z Tokio 2020. Specjalizuje się w stylach dowolnym, grzbietowym i motylkowym.

## Udział w zawodach międzynarodowych
| Impreza                        | Rok  | Miejsce      | Konkurencja                              | Wynik   | Wynik   |
| Impreza                        | Rok  | Miejsce      | Konkurencja                              | Czas    | Miejsce |
| ------------------------------ | ---- | ------------ | ---------------------------------------- | ------- | ------- |
| Igrzyska olimpijskie           | 2020 | Tokio        | 50 m st. dowolnym                        | 23,14   | 43.     |
| Igrzyska olimpijskie           | 2020 | Tokio        | 100 m st. dowolnym                       | 49,78   | 38.     |
| Mistrzostwa świata w pływaniu  | 2019 | Gwangju      | 100 m st. dowolnym                       | 50.26   | 48.     |
| Mistrzostwa świata w pływaniu  | 2019 | Gwangju      | 100 m st. motylkowym                     | 56.52   | 56.     |
| Mistrzostwa świata w pływaniu  | 2019 | Gwangju      | 4×100 m st. dowolnym (sztafeta mieszana) | —       | 22.     |
| Mistrzostwa świata w pływaniu  | 2019 | Gwangju      | 4×100 m st. zmiennym (sztafeta mieszana) | —       | 30.     |
| Mistrzostwa Europy w pływaniu  | 2018 | Glasgow      | 50 m st. dowolnym                        | 23.57   | 54.     |
| Mistrzostwa Europy w pływaniu  | 2018 | Glasgow      | 100 m st. dowolnym                       | 51.54   | 67.     |
| Mistrzostwa Europy w pływaniu  | 2018 | Glasgow      | 50 m st. motylkowym                      | 24.86   | 54.     |
| Mistrzostwa Europy w pływaniu  | 2021 | Budapeszt    | 50 m st. dowolnym                        | 23.22   | 50.     |
| Mistrzostwa Europy w pływaniu  | 2021 | Budapeszt    | 100 m st. dowolnym                       | 50.63   | 73.     |
| Mistrzostwa Europy w pływaniu  | 2021 | Budapeszt    | 200 m st. dowolnym                       | 1:56.01 | 70.     |
| Mistrzostwa Europy w pływaniu  | 2021 | Budapeszt    | 50 m st. grzbietowym                     | 27.76   | 53.     |
| Mistrzostwa Europy w pływaniu  | 2021 | Budapeszt    | 4×100 m st. dowolnym (sztafeta mieszana) | —       | E       |
| Igrzyska olimpijskie młodzieży | 2018 | Buenos Aires | 50 m st. dowolnym                        | 23.13   | 8.      |
| Igrzyska olimpijskie młodzieży | 2018 | Buenos Aires | 100 m st. dowolnym                       | 51.14   | 16.     |
| Igrzyska olimpijskie młodzieży | 2018 | Buenos Aires | 50 m st. motylkowym                      | 24.44   | 12.     |